# Victor Meutelet
Victor Meutelet (10 novembre 1997) è un attore francese famoso per aver recitato nella serie televisiva Clem e nella miniserie televisivo Les Innocents.

## Biografia
Victor Meutelet ha debuttato come attore nel 2014 nel film Parliamo delle mie donne. Nel 2016 ha recitato nei film Tout schuss e Il viaggio di Fanny. In quello stesso anno ha recitato il ruolo di Lucas, un giovane omosessuale, nella serie televisiva Clem.
Nel 2018 ha interpretato nuovamente la parte di un ragazzo omosessuale nella miniserie televisiva Les Innocents accanto a Jules Houplain.

## Filmografia

### Cinema
- Parliamo delle mie donne (Salaud, on t'aime), regia di Claude Lelouch (2014)
- Tout schuss , regia di Stéphan Archinard e François Prévôt-Leygonie (2016)
- Il viaggio di Fanny (Le Voyage de Fanny), regia di Lola Doillon (2016)
- Éternité, regia di Trần Anh Hùng (2016)
- RemI, regia di Aurélien Rapatel e Manon Valentin - cortometraggio (2016)
- Je suis ta fille, regia di Aurélien Rapatel - cortometraggio (2016)
- Respire, regia di Jérôme Roumagne - cortometraggio (2016)
- Nikki Marianne, regia di Guillaume Caramelle - cortometraggio (2017)
- MILF , regia di Axelle Laffont (2018)
- Facteur humain, regia di Axel Chemin - cortometraggio (2018)
- Barbaque, regia di Fabrice Eboué (2021)
- Finalement - Storia di una tromba che si innamora di un pianoforte (Finalement), regia di Claude Lelouch (2024)

### Televisione
- Un fils, regia di Alain Berliner - film TV (2014)
- Joséphine, ange gardien – serie TV, 1 episodio (2014)
- La Famille Millevoies, regia di Fabien Gazanhes - miniserie TV, 1 episodio (2015)
- Lebowitz contre Lebowitz – serie TV, 1 episodio (2016)
- Clem – serie TV, 8 episodi (2015-2016)
- Sulle tracce del crimine (Section de recherches) – serie TV,1 episodio (2017)
- Les Innocents, regia di Frédéric Berthe e François Ryckelynck – miniserie TV (2018)
- Alex Hugo – serie TV,1 episodio (2019)
- Tutte per una (Plan Cœur) – serie TV, 5 episodi (2019)
- Destini in fiamme (Le Bazar de la Charité), regia di Alexandre Laurent - miniserie TV (2019)
- Maddy Etcheban, regia di René Manzor - film TV (2020)
- Grand Hotel, regia di Jérémy Minui e Yann Samuell - miniserie TV (2020)
- Le Mensonge, regia di Vincent Garenq - miniserie TV (2020)
- Emily in Paris – serie TV, 2 episodi (2020-2021)
- Les aventures du jeune Voltaire, regia di Alain Tasma - miniserie TV (2021)
- The Mountain Detective – serie TV, 1 episodio (2021)
- L'ami qui n'existe pas, regia di Nicolas Cuche - film TV (2021)

## Doppiatori italiani
Nelle versioni in italiano dei suoi lavori, Victor Meutelet è stato doppiato da:
- Manuel Meli ne Il viaggio di Fanny, MILF
- Dario Borrelli in Destini in fiamme
- Richard Benitez in Emily in Paris